# Robot y tế

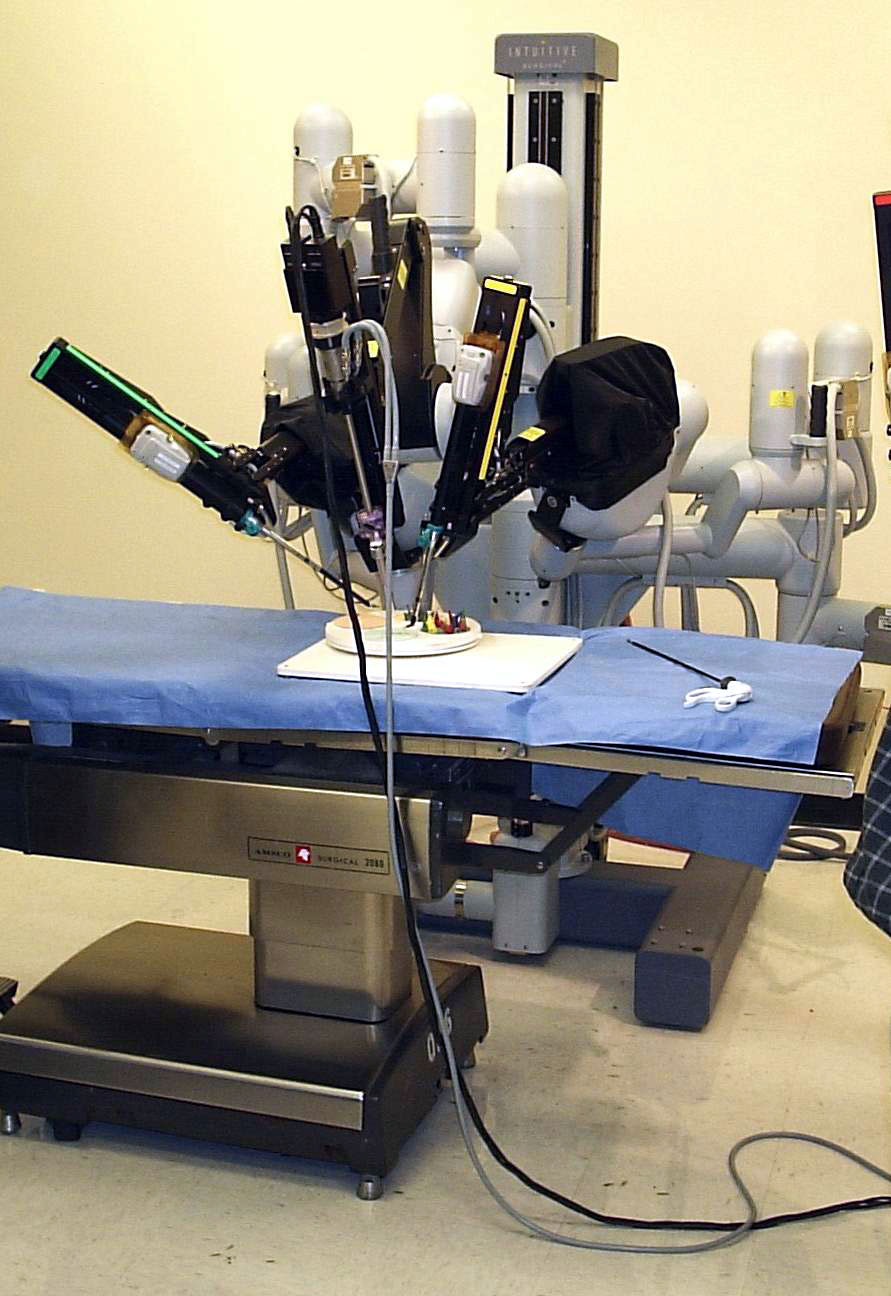
Máy phẫu thuật nội soi robot, với giường bệnh nhân của hệ thống phẫu thuật da Vinci.

Robot y tế là robot sử dụng trong các ngành khoa học y tế. Chúng bao gồm cả các robot phẫu thuật. Đây là một trong những công cụ quan trọng nhất trong việc chữa trị khi có thể thực hiện hoặc hỗ trợ việc điều trị của bác sĩ một cách chính xác.

## Các loại
- Robot phẫu thuật: cho phép phẫu thuật được thực hiện với độ chính xác cao hơn so với bác sĩ phẫu thuật không được hỗ trợ, hoặc cho phép bác sĩ thực hiện phẫu thuật từ xa trên người bệnh.
- Robot phục hồi chức năng: tạo điều kiện và hỗ trợ cuộc sống của những người già, ốm yếu, hoặc những người có rối loạn chức năng của các bộ phận cơ thể tác động đến chuyển động. Những robot này cũng được sử dụng để phục hồi chức năng và các thủ tục liên quan, chẳng hạn như đào tạo và điều trị.
- Biorobot: một nhóm robot được thiết kế để bắt chước nhận thức của con người và động vật.
- Telerobot hay Robot TelePresence: cho phép các chuyên gia y tế từ xa xem xét giao tiếp và tham gia chẩn đoán, điều trị hay phẫu thuật [4].
- Tự động phân phối dược phẩm: các hệ thống robot để phân phối thuốc uống chất rắn trong một nhà thuốc bán lẻ hoặc chuẩn bị các phụ gia IV vô trùng trong môi trường dược phẩm của bệnh viện.
- Robot trò chuyện: có khả năng tương tác với người dùng để giữ cho họ đồng cảm và cảnh báo nếu có vấn đề với sức khỏe của họ.
- Robot khử trùng: có khả năng khử trùng toàn bộ phòng chỉ trong vài phút, thường sử dụng xung tia cực tím [5][6]. Chúng đang được sử dụng để chống lại bệnh virus Ebola [7].